# Echinocereeae
Le Echinocereeae Buxb., 1958 sono una tribù della famiglia delle Cactaceae, appartenente alla sottofamiglia delle Cactoideae.

## Descrizione
Le Echinocereeae sono piante molto grandi, con rami e arbusti. Il fusto si presenta colonnare, non segmentato e a coste. I fiori sono diurni, di dimensioni medio piccole e crescono dagli apici lanuginosi delle piante. Le areole si presentano con setole o piccoli peli. I frutti, raramente a bacche, possono essere deiscenti o non deiscenti.

## Distribuzione e habitat
Queste piante sono presenti principalmente in Messico e nelle zone sudoccidentali degli Stati Uniti d'America, ma si trovano anche ai Caraibi, in America centrale e in America meridionale, sino al Venezuela.

## Tassonomia
La tribù delle Echinocereeae, descritta nel 1958 da Franz Buxbaum, comprende i seguenti generi:
- Armatocereus Backeb.
- Austrocactus Britton & Rose
- Bergerocactus Britton & Rose
- Carnegiea Britton & Rose
- Castellanosia Cárdenas
- Cephalocereus Pfeiff.
- Corryocactus Britton & Rose
- Deamia Britton & Rose
- Echinocereus Engelm.
- Escontria Rose
- Eulychnia Phil.
- Isolatocereus Backeb.
- Jasminocereus Britton & Rose
- Lemaireocereus Britton & Rose
- Leptocereus Britton & Rose
- Lophocereus Britton & Rose
- Marshallocereus Backeb.
- Mitrocereus (Backeb.) Backeb.
- Morangaya G.D.Rowley
- Myrtillocactus Console
- Neoraimondia Britton & Rose
- Nyctocereus (A.Berger) Britton & Rose
- Pachycereus (A.Berger) Britton & Rose
- Peniocereus (A.Berger) Britton & Rose
- Pfeiffera Salm-Dyck
- Polaskia Backeb.
- Pseudoacanthocereus F.Ritter
- Stenocereus (A.Berger) Riccob.

Fanno parte della tribù anche i seguenti ibridi:
- ×Myrtgerocactus (Myrtillocactus × Bergerocactus)
- ×Pachebergia  (Pachycereus × Mitrocereus)
- ×Pacherocactus (Pachycereus × Bergerocactus)
- ×Polascontria (Polaskia × Escontria)